# Kudara
Kudara (ros. Кудара) – wieś w Rosji, w Buriacji, w rejonie kabańskim. W 2010 liczyła 2058 mieszkańców.